# Beverley Craven
Beverley Craven (nacida el 28 de julio de 1963, Colombo, Sri Lanka) es una cantante de pop mayormente conocida por su hit single de 1991 "Promise Me". Su álbum más reciente, Woman to Woman, el que es una colaboración junto a las cantantes Judie Tzuke y Julia Fordham, fue lanzado en octubre de 2018.

## Biografía
Craven, a pesar de ser británica, nació en Colombo, Sri Lanka en julio de 1963, mientras su padre se encontraba trabajando en Kodak en ese mismo país.
Dos años después, su familia retornó a Hertfordshire y Craven comenzó a tomar clases de piano a la edad de siete años, apoyada por su madre quien fue una violinista clásica. Al terminar la escuela, ingresó a trabajar en una escuela de arte, mientras que se dedicaba a tocar con bandas en diversos pubs en Londres, además de escribir canciones. Ella también fue una consumada nadadora durante su adolescencia y participó en un montón de competencias locales y nacionales alrededor del Reino Unido.
Craven no compró su primer disco de música pop hasta los 15 años, sobre todo de cantantes y compositores tales como Elton John, Judi Tzuke, Stevie Wonder y, en particular, Kate Bush, quiénes influyeron en su música.
A los 18 años, dejó la escuela y su hogar y comenzó a trabajar en diversos lugares de forma ocasional. Habiendo fallado al encontrar algunos músicos amables con quien tocar, a la edad de 22 Craven decidió comenzar a interpretar a escribir y a tocar canciones junto a su piano. Luego de una breve temporada de tour con el cantante de soul Bobby Womack (quien intentó hacerla firmar con su compañía discográfica), ella grabó su primer conjunto de demos lo que atrajo la atención del mánager del grupo Go West, John Glover. El rápidamente se dispuso a asegurar su música mediante un acuerdo con Warner Brother y un contrato de promoción con Epic Records después.

## Discografía

### Álbumes de estudio
| Año  | Título                                               | UK Albums Chart | Record label  |
| ---- | ---------------------------------------------------- | --------------- | ------------- |
| 1990 | Beverley Craven                                      | 3               | Columbia      |
| 1993 | Love Scenes                                          | 4               | Epic          |
| 1999 | Mixed Emotions                                       | 46              | Epic          |
| 2009 | Close to Home                                        | –               | Campsie Music |
| 2014 | Change of Heart                                      | 90              | Right Track   |
| 2018 | Woman to Woman (junto a Judie Tzuke y Julia Fordham) | 42              | Right Track   |

### Compilaciones
| Año  | Título                                  | UK Albums Chart | Record label |
| ---- | --------------------------------------- | --------------- | ------------ |
| 2004 | The Very Best of Beverley Craven        | –               | Epic         |
| 2005 | Legends                                 | –               | Epic         |
| 2011 | Promise Me: The Best Of Beverley Craven | –               | Sony         |

### Sencillos
| Año  | Título                                           | UK Singles Chart | US AC | Álbum           | Record label  |
| ---- | ------------------------------------------------ | ---------------- | ----- | --------------- | ------------- |
| 1990 | "Promise Me"                                     | –                | –     | Beverley Craven | Epic          |
| 1990 | "Joey"                                           | –                | –     | Beverley Craven | Epic          |
| 1990 | "Woman to Woman"                                 | –                | –     | Beverley Craven | Epic          |
| 1990 | "Holding On"                                     | –                | –     | Beverley Craven | Epic          |
| 1991 | "Promise Me" (re-release)                        | 3                | –     | Beverley Craven | Epic          |
| 1991 | "Holding On" (re-release)                        | 32               | 30    | Beverley Craven | Epic          |
| 1991 | "Woman to Woman" (re-release)                    | 40               | –     | Beverley Craven | Epic          |
| 1991 | "You're Not the First"                           | –                | –     | Beverley Craven | Epic          |
| 1991 | "Memories"                                       | 68               | –     | Beverley Craven | Epic          |
| 1993 | "Love Scenes"                                    | 34               | –     | Love Scenes     | Epic          |
| 1993 | "Mollie's Song"                                  | 61               | –     | Love Scenes     | Epic          |
| 1994 | "The Winner Takes It All"                        | 77               | –     | Love Scenes     | Epic          |
| 1999 | "I Miss You" (sólo promocional)                  | –                | –     | Mixed Emotions  | Epic          |
| 1999 | "We Found a Place" (sólo promocional en Polonia) | –                | –     | Mixed Emotions  | Epic          |
| 1999 | "Say You're Sorry" (sólo promocional en Polonia) | –                | –     | Mixed Emotions  | Epic          |
| 2009 | "Rainbows" (sólo promocional en RU)              | –                | –     | Close To Home   | Campsie Music |
| 2014 | "You Belong To Someone Else" (UK promo only)     | –                | –     | Change of Heart | Right Track   |
| 2015 | "Love High" (sólo promocional en RU)             | –                | –     | Change of Heart | Right Track   |
| 2018 | "Safe" (junto a Judie Tzuke y Julia Fordham)     | –                | –     | Woman to Woman  | Right Track   |